# Buchinaidu Khandriga
Buchinaidu Khandriga là một trong 66 mandal thuộc huyện Chittoor district, bang Andhra Pradesh. The mandal is bounded by Varadaiahpalem, K.V.B. Puram, Thottambedu mandals and Nellore district.